# Rosskamm

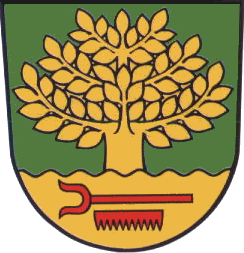
Rosskamm im Wappen von Helbedündorf

Der Rosskamm oder Pferdestriegel ist als gemeine Figur in der Heraldik nicht häufig. Die Kammzinken können in unterschiedlicher Anzahl und gerade oder gebogen sein. Im Wappen von Schwarzburg-Sondershausen und Schwarzburg-Rudolstadt befindet sich einer im Schildfuß unter der Seifengabel. Im erstgenannten Wappen ist er in Rot, im anderen in Silber. Weitergereicht wurde er ins Wappen von Helbedündorf durch die Zugehörigkeit zum Fürstentum Schwarzburg-Sondershausen. Die Stellung im Schildfuß wurde im 18. Jahrhundert als Regalie für die Reichsstallmeisterwürde fehlgedeutet.
Der Rosskamm wird zur Mähnenpflege bei Pferden benutzt. Im übertragenen Sinn wurde der Pferdehändler mit Rosskamm (so etwa der Michael Kohlhaas in Heinrich von Kleists gleichnamiger Erzählung) oder Rosstäuscher bezeichnet.

## Beispiele

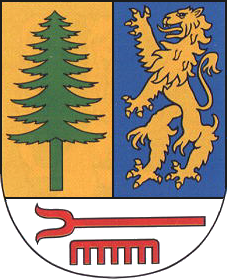
Cursdorf
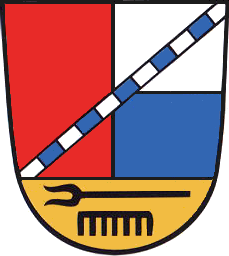
Katzhütte
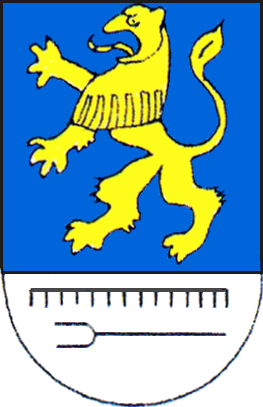
Schwarzburg
Landkreis  Saalfeld-Rudolstadt
Kammlach
Greffen
Harsewinkel